# District d'Iakora
Iakora est un district de Madagascar, situé dans la partie sud-est de la province de Fianarantsoa, dans la région de Ihorombe.
Il est composé de trois communes (Kaominina) rurales et urbaines sur une superficie de 4 633 km² :
| Begogo           | 10 000      |  |
| Iakora Chef-lieu | 6 000       |  |
| Ranotsara Nord   | 14 000      |  |
| 3 communes       | 29 987 hab. |  |